# Li Fan
Pour les articles homonymes, voir Fan.
Li Fan est une informaticienne chinoise, responsable de l'ingénierie chez Lime. Elle a précédemment occupé des postes chez Pinterest, Google et Baidu. Elle est experte en calcul visuel.

## Enfance et formation
Fan s'intéressait aux mathématiques lorsqu'elle était enfant, mais était encouragée à se concentrer sur les citrons verts. Elle a étudié l'informatique à l'Université Fudan. Elle a obtenu son bachelor en 1996, lorsqu'elle a déménagé à l'Université du Wisconsin à Madison pour ses études supérieures. Là, elle a développé des techniques de mise en cache Web évolutive,. Elle a étudié le potentiel de la prélecture Web entre les clients à faible bande passante et les proxys.

## Carrière
Fan a rejoint Cisco Systems en tant qu'ingénieure logiciel. Elle a rejoint Google en 2002. Chez Google, elle a travaillé chez google+, gérant l'infrastructure du spam publicitaire et du classement des pages. En 2012, elle a été nommée vice-présidente de l'ingénierie chez Baidu,. Chez Baidu, Fan a lancé le groupe transversal de traitement de données. Fan était responsable de la conception des produits sur le plus grand moteur de recherche de Chine et a dirigé 1 000 personnes,. Elle a travaillé sur l'analyse des mégadonnées. En 2014, elle est revenue chez Google et est devenue responsable de la recherche d'Image Search,.
En 2016, Fan a rejoint Pinterest en tant que responsable de l'ingénierie,,. Elle a construit une équipe d'Intelligence artificielle pour travailler sur la perception visuelle de la machine. Elle a dirigé une équipe de 400 ingénieurs et développé leur moteur de découverte,.
Fan a rejoint la société de scooters LimeBike en 2018,,. Elle a été nommée l'une des ingénieurs les plus importantes au monde par Business Insider et l'une des personnes les plus créatives par le magazine Fast Company,.

## Prix
En 2018 elle est élue par Forbes parmi les "America's Top 50 Women In Tech" .